# Cilostazol
A cilostazol a claudicatio intermittens (terhelésre jelentkező, nyugalomban szűnő izomfájdalom, illetve -gyengeség) tüneteinek enyhítésére használt gyógyszer. Értágító és a vérlemezkék összecsapzódásának gátlója, ezáltal javítja a keringést.
Bár a cilostazol és a hozzá hasonló hatású gyógyszerek megnövelik a szívelégtelenségben szenvedő betegek halálának kockázatát, a betegség elsősorban közöttük jelentkezik. Nem szívbetegek között a klinikai vizsgálatok nem mutattak ki káros mellékhatást, de gyakorlati tapasztalat kevés van ezen a téren.
Mellékhatásai: fejfájás, hasmenés, remegés és kábultság.

## Hatásmechanizmus
A cilostazol a 3-as típusú foszfodiészteráz (PDE3) enzim gátlásával hat. Ez az enzim hidrolizálja a cAMP-t AMP-vé (és a cGMP-t GMP-vé). A cAMP mennyiségének növekedésével a PKA (protein kináz A enzim) aktivitása nő, ami ér- és légúttágító hatású, de gátolja a vérlemezkék összecsapzódását is.

## Egyéb alkalmazási lehetőségek
Japán kutatók arról számoltak be, hogy a cilostazol 2-es típusú diabéteszesekben az aszpirinnél jobban gátolja az érelmeszesedést. Az eredmény megerősítésére még nagyobb vizsgálatok szükségesek.
Amerikai kutatók megállapították, hogy az aszpirinhoz képest kisebb a vérzékenység kockázata, ezáltal a betegek ötven százalékában 25 százalékkal csökkenti a stroke és szövődményei kockázatát.
Koreai kutatók szerint koronária-angioplasztika (a koszorúér tágítása katéterrel, egy kis ballon felfújásával) és sztentbehelyezés után csökkenti az artéria újra beszűkülésének valószínűségét.
Magyar kutatók (Gurabi Zsolt és munkatársai) által közölt tanulmány arról számolt be, hogy a hatóanyag Brugada-szindróma, illetve korai repolarizációs szindróma során kialakuló hirtelen szívhalál megelőzésében is hatásos lehet.

## Készítmények
Magyarországon:
- CILOSTAZOL HSPT 100 mg tabletta
- CILOSTAZOL-TEVA 100 mg tabletta
- CILOZEK 50 mg tabletta
- CILOZEK 100 mg tabletta
- NOCLAUD 50 mg tabletta
- NOCLAUD 100 mg tabletta
- ANTACLAST 100 mg tabletta

## Fordítás
- Ez a szócikk részben vagy egészben  a   Cilostazol című angol Wikipédia-szócikk fordításán alapul.  Az eredeti cikk szerkesztőit annak laptörténete sorolja fel. Ez a jelzés csupán a megfogalmazás eredetét és a szerzői jogokat jelzi, nem szolgál a cikkben szereplő információk forrásmegjelöléseként.
- Ez a szócikk részben vagy egészben  a   PDE3 című angol Wikipédia-szócikk fordításán alapul.  Az eredeti cikk szerkesztőit annak laptörténete sorolja fel. Ez a jelzés csupán a megfogalmazás eredetét és a szerzői jogokat jelzi, nem szolgál a cikkben szereplő információk forrásmegjelöléseként.
- Ez a szócikk részben vagy egészben  a   Protein_kinase_A című angol Wikipédia-szócikk fordításán alapul.  Az eredeti cikk szerkesztőit annak laptörténete sorolja fel. Ez a jelzés csupán a megfogalmazás eredetét és a szerzői jogokat jelzi, nem szolgál a cikkben szereplő információk forrásmegjelöléseként.
- Ez a szócikk részben vagy egészben  az   Intermittent_claudication című angol Wikipédia-szócikk fordításán alapul.  Az eredeti cikk szerkesztőit annak laptörténete sorolja fel. Ez a jelzés csupán a megfogalmazás eredetét és a szerzői jogokat jelzi, nem szolgál a cikkben szereplő információk forrásmegjelöléseként.